# Koziołek Matołek
Koziołek Matołek – postać literacka stworzona przez Kornela Makuszyńskiego (tekst) i Mariana Walentynowicza (kolorowe rysunki) w jednej z pierwszych w Polsce historyjek obrazkowych dla dzieci, która ukazała się w 1932 roku. Jest to postać wciąż popularna, mimo że od śmierci obu autorów minęły już dziesięciolecia, a opisane i narysowane przygody tytułowego bohatera niekoniecznie przystają do współczesnej rzeczywistości. Ta powieść obrazkowa należy do kanonu polskiej literatury dziecięcej. Historia Koziołka Matołka uznawana jest za prekursorską w polskim komiksie.

## Historia
Fabuła książeczek (powstała ich cała seria: 120 przygód Koziołka Matołka, Druga księga przygód Koziołka Matołka, Trzecia księga przygód Koziołka Matołka i Czwarta księga przygód Koziołka Matołka) sprowadza się do podróży bohatera po całym świecie w poszukiwaniu mitycznego Pacanowa (w rzeczywistości istnieje Pacanów, w województwie świętokrzyskim), jedynego miejsca w świecie, gdzie jakoby podkuwają kozy. Przygody są oczywiście niezwykłe i absolutnie nieprawdopodobne, koziołek jest sympatyczny i łatwowierny, śmieszny i niezgułowaty, niezdarny i dobrotliwie naiwny.
Makuszyński napisał całą historię w postaci rytmicznych czterowierszy ośmiozgłoskowcem; do każdego czterowiersza przypisana jest jedna ilustracja Walentynowicza. To z tekstu Makuszyńskiego pochodzą liczne utrwalone w polszczyźnie sformułowania jak „w Pacanowie kozy kują”, porównania czy inne określenia. Warto zaznaczyć, że wizerunki powszechnie dziś znanych i pamiętanych postaci z Koziołka są trzecią wersją rysunkową Walentynowicza; pierwsze dwie dość znacznie się od ostatecznej różniły.
Obaj autorzy wrócili raz jeszcze do postaci Koziołka Matołka w 1938 r. w ostatnim z trzech tomów przygód małpki Fiki-Miki (dwa pierwsze ukazały się w latach 1934 i 1935). Książeczki te były pisane i rysowane identyczną metodą ilustrowanych czterowierszy jak opowieści o Matołku. W tej książeczce Matołek z racji swych dawnych osiągnięć i sławy jest już królem polskich kóz i ukazany jest jako rozważny władca.
Po wojnie książeczki dostosowano do realiów komunizmu, na przykład z rysunków usunięto rogatywki i wprowadzono okrągłe czapki wojskowe.
W roku 2003 minister kultury Waldemar Dąbrowski zorganizował w Pacanowie obchody 70. urodzin Koziołka Matołka. W 2005 roku powstał pomysł stworzenia nowoczesnego centrum kultury dla dzieci, a w 2010 roku oficjalne otwarto Europejskie Centrum Bajki im. Koziołka Matołka. Miał ukazać się również pełnometrażowy film 3D Koziołek Matołek i porywacze zabawek, który ostatecznie został anulowany.

## Pierwsze wydania książek z serii Przygody Koziołka Matołka
Wszystkie 4 tomy zostały wydane przez wydawnictwo Gebethner i Wolff w Warszawie. Pierwszy tom został wydany z datą 1933, choć w rzeczywistości ukazał się na Boże Narodzenie w roku 1932. W katalogu Biblioteki Narodowej jako najstarsze zindeksowane są następujące pozycje:
- 120 przygód Koziołka Matołka – 1933
- Druga księga przygód Koziołka Matołka – 1933
- Trzecia księga przygód Koziołka Matołka – 1933
- Czwarta księga przygód Koziołka Matołka – 1934

## Wydania powojenne
- Gebethner i Wolff, niewielkie poprawki - 1947
- Wydawnictwo Literackie, wiele zmian ilustracji, drobne w tekście - 1957

## Koziołek Matołek w kulturze
- W latach 1969–1971 w warszawskim Studiu Miniatur Filmowych powstał serial animowany pt. Dziwne przygody Koziołka Matołka[9].
- W 1971 roku Polskie Nagrania wydały w wersji muzycznej cztery części Przygód Koziołka Matołka na dwóch płytach gramofonowych z muzyką Marka Sewena oraz recytacją Henryka Boukołowskiego[10].
- Fragmenty serialu o przygodach Koziołka Matołka były wielokrotnie wykorzystywane w serialu Świat według Kiepskich, jego fanką była Babka Rozalia.
- W polskiej wersji językowej amerykańskiego filmu Aladyn produkcji Disneya w jednym dialogu Dżin nazywa sam siebie matołkiem, a małpkę Abu - Fiki-Miki, imieniem innej postaci stworzonej przez Makuszyńskiego i Walentynowicza.

## Galeria

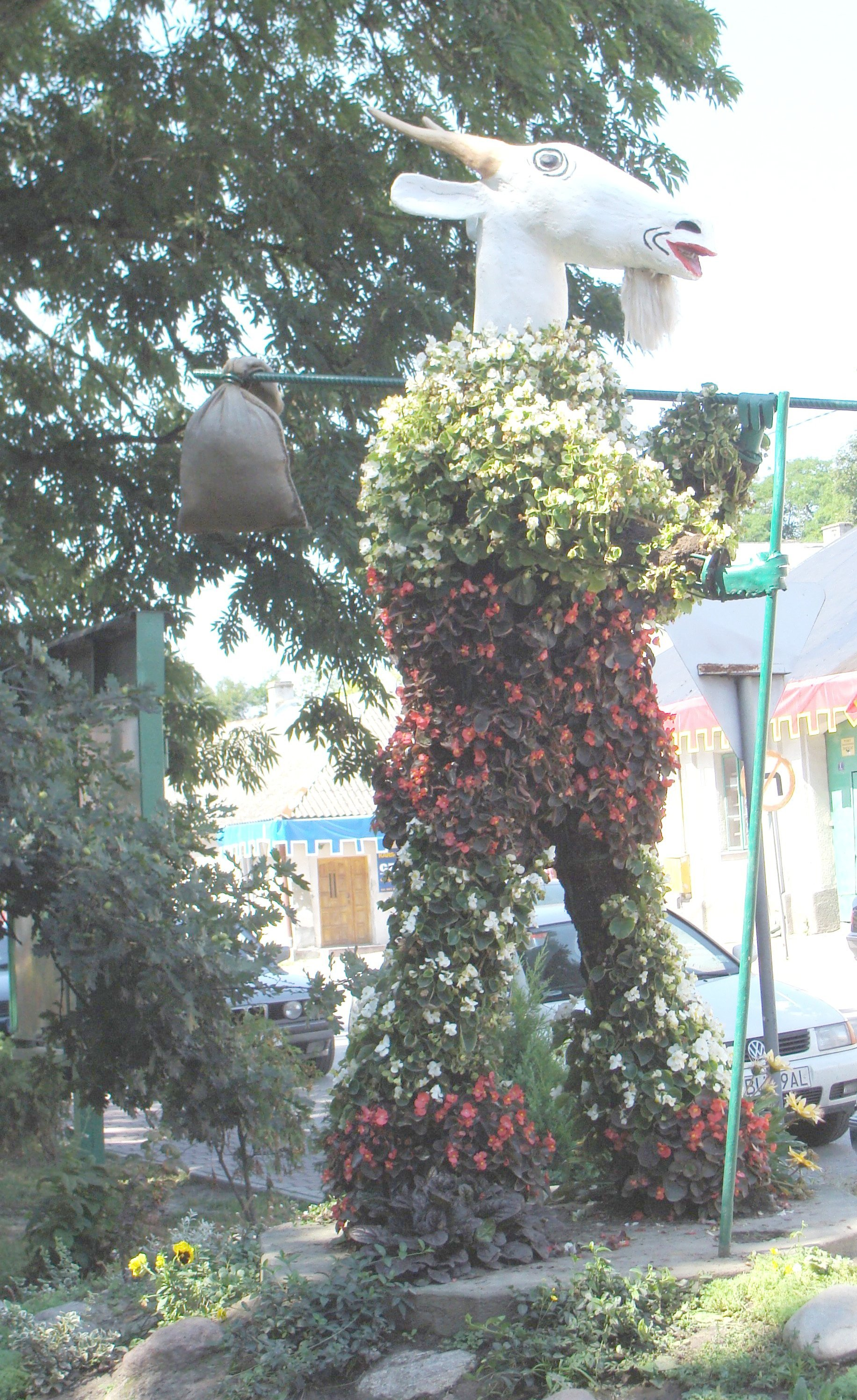
Kwietny pomnik (Pacanów)
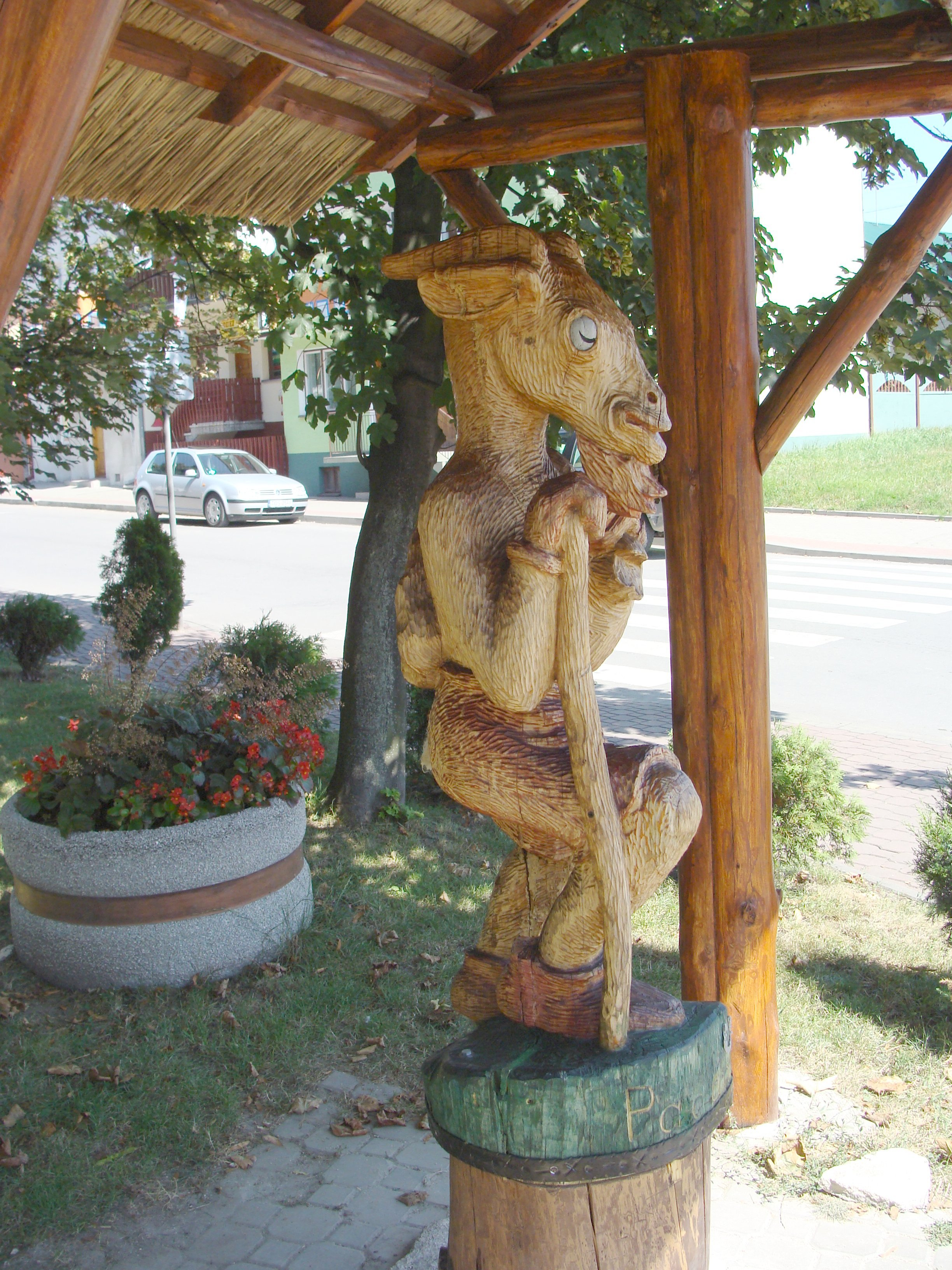
Inna wersja pomnika (Pacanów)
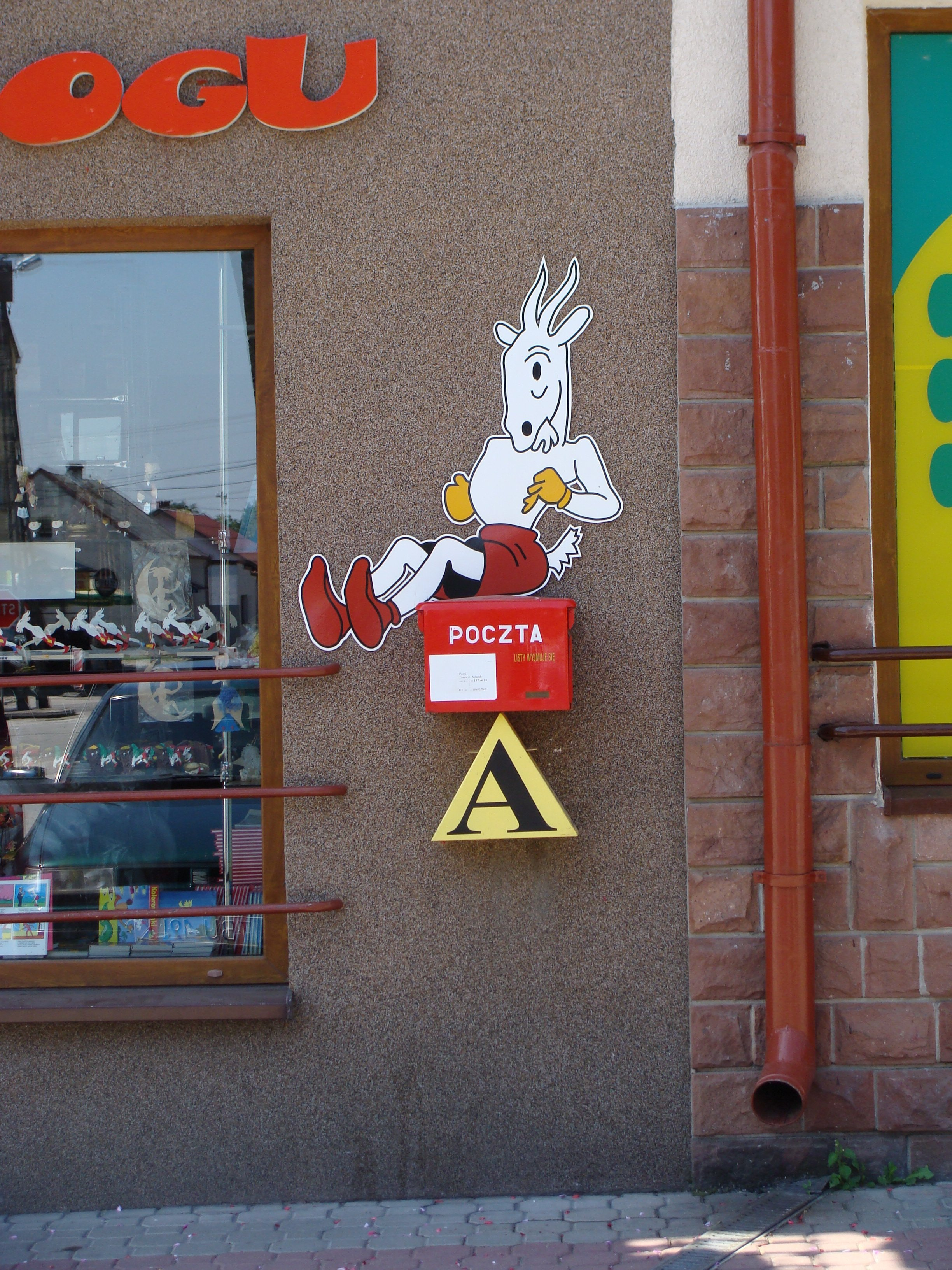
Z Koziołkiem wszyscy się liczą (Pacanów)
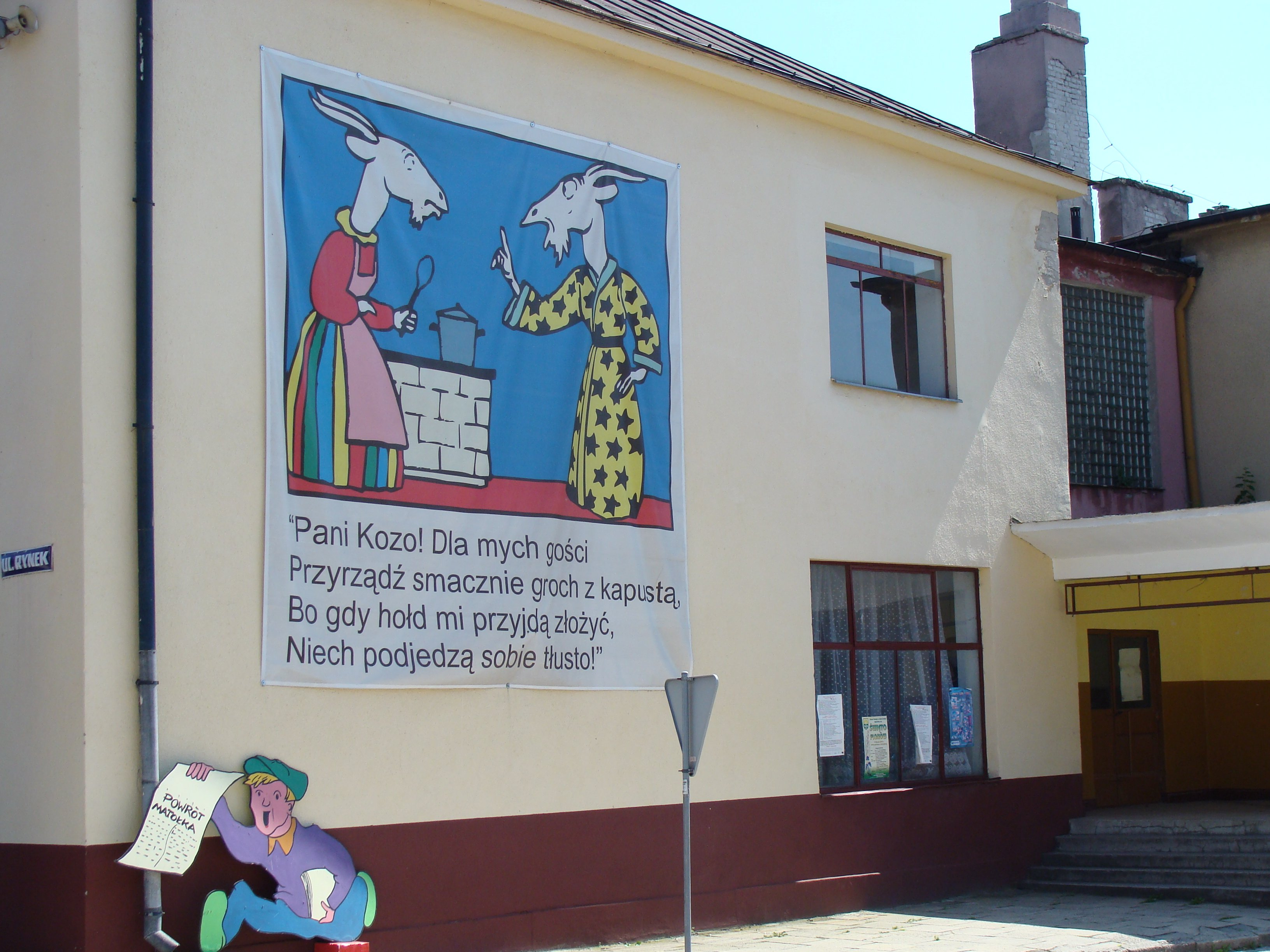
Jadłodajnie, sklepy, rzeźnie popierają Koziołka (Pacanów)
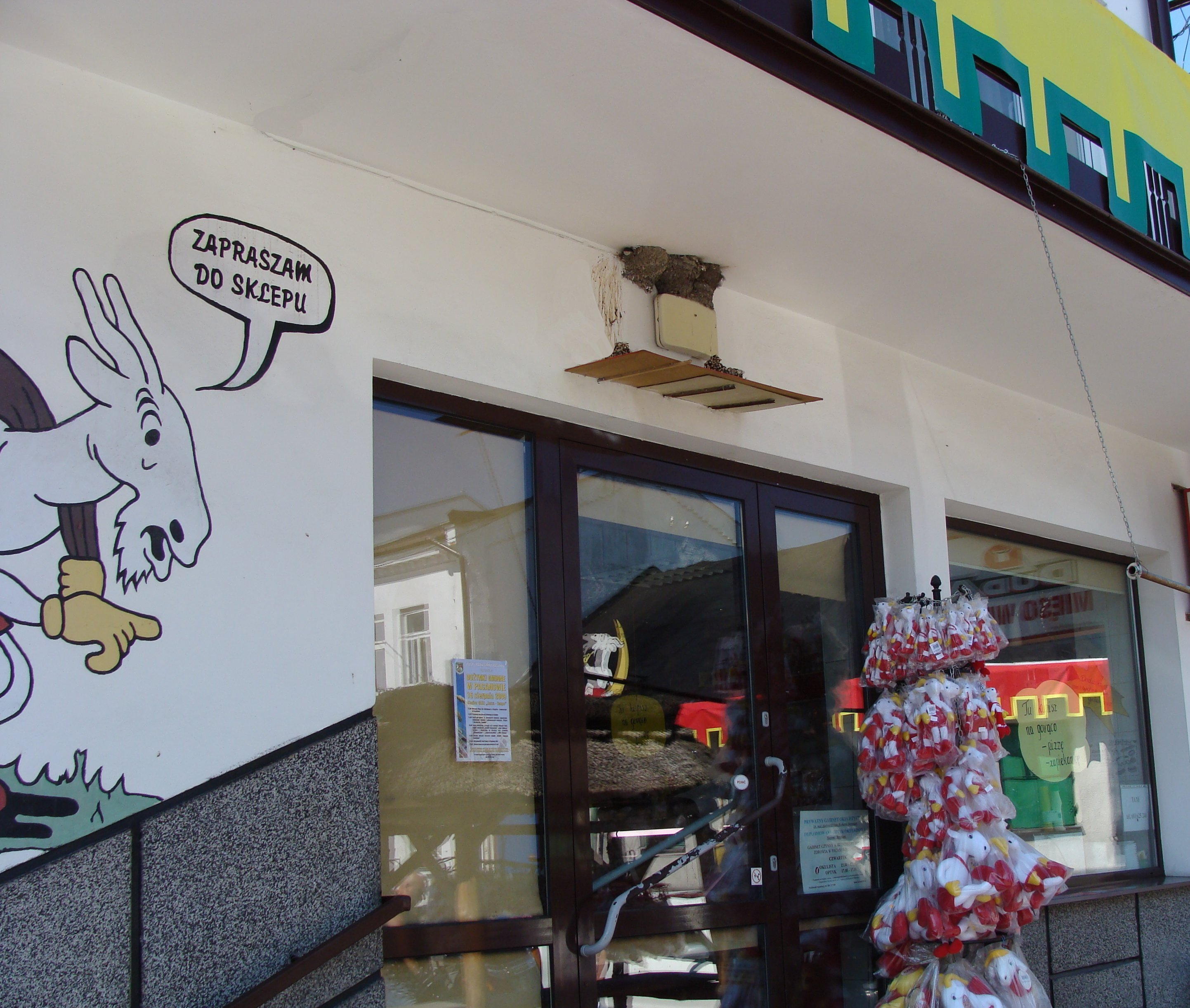
Koziołek popiera handel i ochronę przyrody (Pacanów)
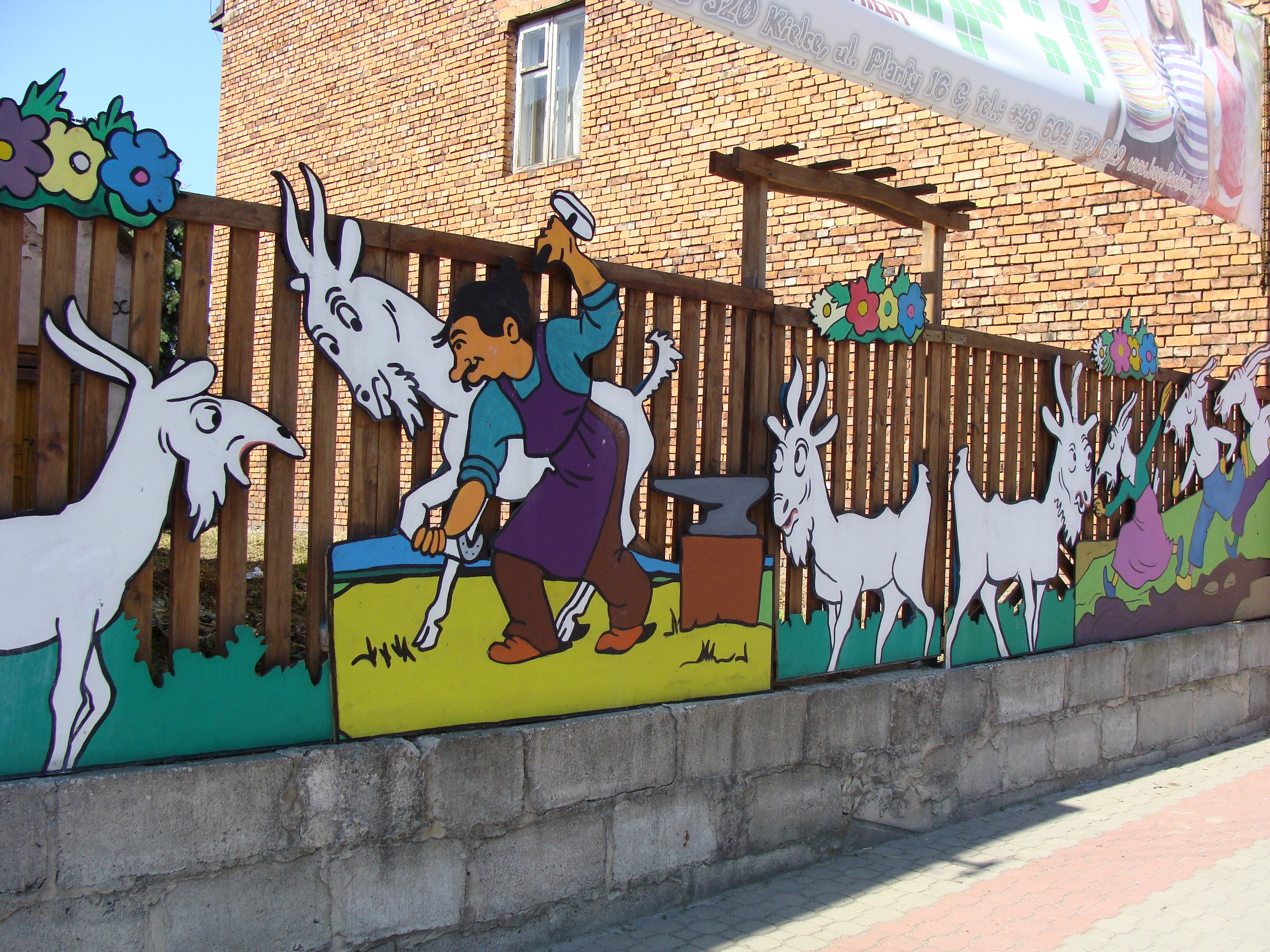
Koziołek jest wszędzie (Pacanów)
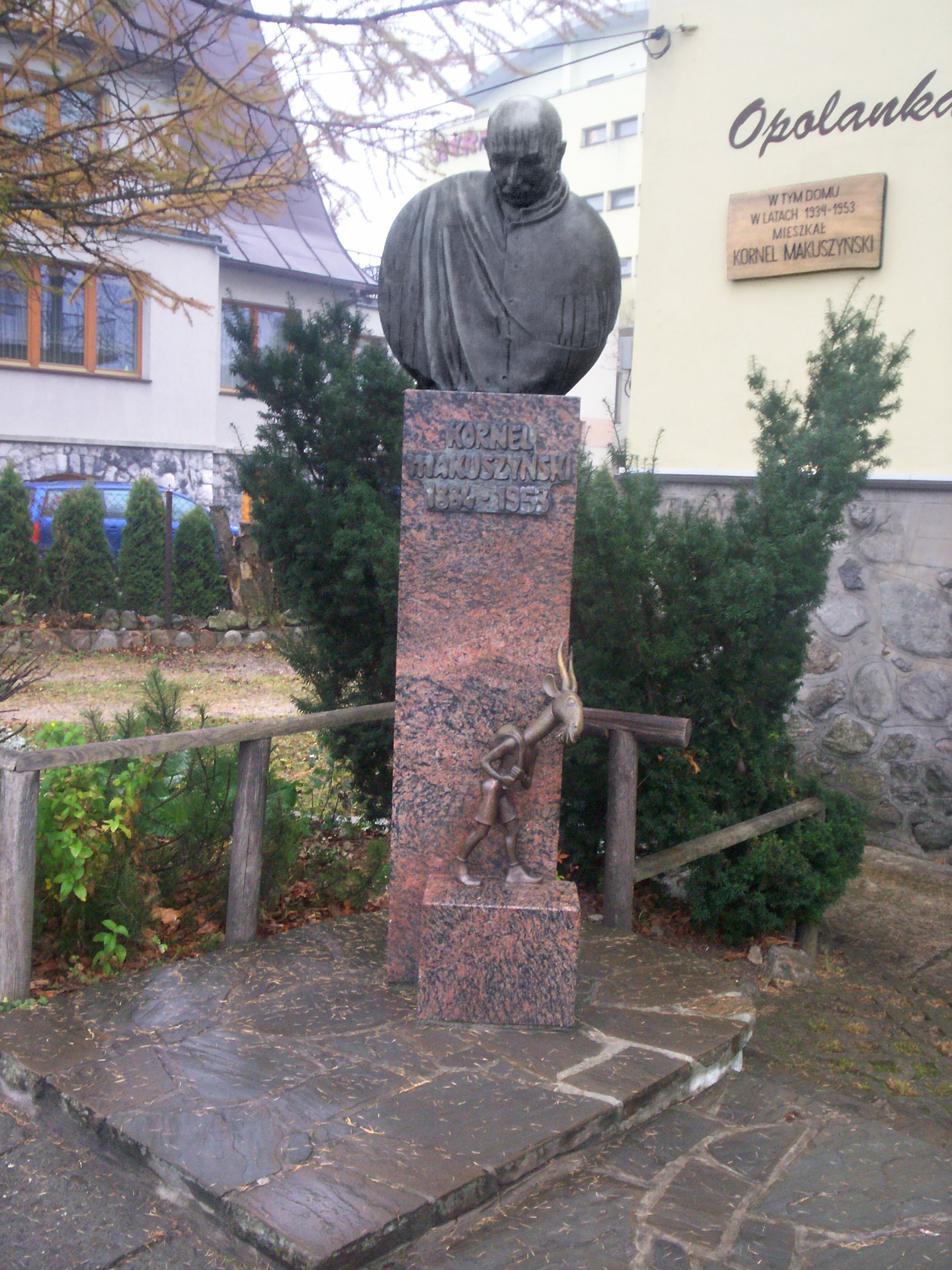
Pomnik Kornela Makuszyńskiego z Koziołkiem Matołkiem (Zakopane)